# X típusú német tengeralattjáró
A X típusú (XB) német tengeralattjárót Németország tervezte a második világháború előtt és gyártotta 1939–1941 között. Ezt a típust aknatelepítésre és nagy hatótávolságú szállításra tervezték, segítve a IXD-ket és az olasz Romolo osztályú tengeralattjárókat.
1938-ban kezdték el tervezni az osztályt, az építést Kielben végezték a F. Krupp Germaniawerft AG üzemben. 66 darab aknát és 15 darab torpedót tudott szállítani, 56 fős legénységgel. Csak két darab előrenéző torpedóvető csöve volt. Tömege 2710 tonna volt teljesen feltöltve. Ez volt a legnagyobb német tengeralattjáró, amit építettek.
Összesen 8 darab épült ebből a típusból négy sorozatban: 1. sorozat U–116 – 118 (3 db), 2. sorozat U–119 (1 db), 3. sorozat U–219 – 220 (2 db), 4. sorozat U–233 – 234 (2 db).
A nyolcból 6 darab harcban elsüllyedt (ebből 5 teljes személyzettel). Kettő túlélte a háborút. Az egyik az U–219 volt, amely 1944 decemberében Batáviába V–2 rakéta-alkatrészeket vitt Japánnak, majd Németország kapitulációjakor Japán átvette Batáviában. Korábban, 1944. szeptember 29-én légvédelmi géppuskáival lelőtte az őt támadó TBF Avengert, utolsóként tudott ilyet elérni az Atlanti-óceánon őrjáratozó német tengeralattjárók közül.
A másik az U–234 volt, melyet az U–233 elsüllyesztése után Kielben átépítettek szállító-tengeralattjáróvá, a Németország–Japán útvonalra. 1944 novemberében Schnorchel-levegőztető berendezéssel is felszerelték. 1945. március 25-én elhagyta Kielt és pár nap múlva kikötött a norvég Kristiansandban. Innen április 16-án kihajózott Japán felé tervrajzokkal, 560 kg urán-oxiddal és Me 262-alkatrészekkel, több magasan képzett német és két japán mérnökkel. Május 4-én, hallva a német tűzszüneti megállapodást, Johann-Heinrich Fehler parancsnok (Kapitänlieutenant, Kptlt) az amerikai partok felé vette az irányt. A japán mérnökök útközben megmérgezték magukat.

## Legyártott példányok
| Sorszám | Típusjel | Gyártási sorozatszám | Építési idő | Szolgálatba állás    | Elsüllyesztés |
| ------- | -------- | -------------------- | ----------- | -------------------- | --- |
| 1.      | U–116    | 615                  | 1939–1941   | 1941. július 26.     | 1942 október első felében, az észak-atlanti térségben, pozíciója nem ismert. Utolsó rádióüzenete október 6-ai. A teljes legénység (56 fő) elpusztult. |
| 2.      | U–117    | 616                  | 1939–1941   | 1941. október 25.    | 1943. augusztus 7-én, az észak-atlanti térségben, pozíciója: é. sz. 39,42, ny. h. 38,21. Az U–66 ellátása közben, a USS Card (CVE 11) kísérő repülőgép-hordozó fedélzetéről felszálló 5 db TBF Avanger torpedózta meg Mk 24 FIDO-val. A teljes legénység (62 fő) elpusztult. |
| 3.      | U–118    | 617                  | 1939–1941   | 1941. december 6.    | 1943. június 12-én, a közép-atlanti térségben a Kanári-szigeteknél, pozíciója: é. sz. 30,49, ny. h. 33,49. A USS Bouge (CVE 9) kísérő repülőgép-hordozó fedélzetéről felszálló 8 db TBF Avanger süllyesztette el. A legénységből 43 fő elpusztult, 16-an megmenekültek.      |
| 4.      | U–119    | 624                  | 1939–1941   | 1942. április 2.     | 1943. június 24-én, a Vizcayai-öböl közelében, az Ortegal-foknál, pozíciója: é. sz. 44,59, ny. h. 12,24. A HMS Starling (U 66) ágyúnaszád süllyesztette el. A teljes legénység (57 fő) elpusztult.                                                                           |
| 5.      | U–219    | 625                  | 1940–1943   | 1942. december 12.   | 1945. május 8-án, Németország kapitulációjának napján, a Holland Kelet-India-i Bataviában Japán megvette, majd I 505 jelöléssel szolgálatba állította július 15-én. Jakartában adta meg magát 1945 augusztusában, 1948-ban szétvágták és beolvasztották.                     |
| 6.      | U–220    | 626                  | 1940–1943   | 1943. március 27.    | 1943. október 28-án, az észak-atlanti térségben, pozíciója: é. sz. 48,53, ny. h. 33,30. A USS Block Island (CVE 21) kísérő repülőgép-hordozó fedélzetéről felszálló 2 db TBF Avanger és F4F Wildcat süllyesztette el. A teljes legénység (56 fő) elpusztult.                 |
| 7.      | U–233    | 663                  | 1940–1944   | 1943. szeptember 22. | 1944. július 5-én Halifaxtól északkeletre, pozíciója: é. sz. 42,16, ny. h. 59,49. A USS Baker (DE 190) és a USS Thomas (DE 102) kísérő rombolók süllyesztették el vízibombákkal és ágyútűzzel. A legénységből 32 fő elpusztult, 19-en megmenekültek.                         |
| 8.      | U–234    | 664                  | 1940–1944   | 1944. március 2.     | Megadta magát 1945. május 16-án a New Hampshire-i Portsmouthban. A Balao osztályú USS Greenfish (SS 351) tengeralattjáró egy torpedóval elsüllyesztette 1947. november 20-án a Cod-foktól körülbelül 40 mérfölddel északkeletre tartott hadgyakorlat során.                  |